# Moto Guzzi 1200 Sport
Die Moto Guzzi 1200 Sport ist ein Motorrad des italienischen Motorradherstellers Moto Guzzi, das von Ende 2006 bis 2013 in Mandello del Lario produziert wurde. Das Naked Bike wurde als „Sportler“ von der ein Jahr vorher eingeführten Breva abgeleitet, von der sie sich äußerlich im Wesentlichen durch ein durchgehendes Lenkerrohr (statt zwei Lenkerhälften), eine kleine Lenkerverkleidung, eine Sitzbankabdeckung, einen Schalldämpfer in dunkler Karbonoptik, Wave-Bremsscheiben am Vorderrad (bis 2008) und eine sportlicher anmutende, dunklere Farbgebung unterscheidet.

## Modellentwicklung
Die 1200 Sport wurde Ende 2006 vorgestellt und zunächst von dem für die Norge weiterentwickelten Motor angetrieben. Er hat 1151 cm³ Hubraum und 2 Ventile pro Zylinder. Erreicht werden die Nennleistung von 70 kW (95 PS) bei einer Drehzahl von 7800 min−1 und das maximale Drehmoment von 100 Nm bei 6000 min−1. Einfaches äußerliches Erkennungsmerkmal sind die kantigen Ventildeckel mit schwarzen Sturzpads.
2009 wurde das Modell als 1200 Sport 4V weiterentwickelt und bekam den 2007 in der Griso eingeführten Motor mit gleichem Hubraum und nun 4 Ventilen pro Zylinder. Äußerliches Erkennungsmerkmal dieses Motors sind die Ventildeckel mit vier großen Schraubenköpfen und dem schwarzen hinteren Drittel.
Anlässlich des 90-jährigen Firmenjubiläums brachte Moto Guzzi im Juli 2011 eine Sonderedition mit der Bezeichnung 1200 Sport 8V Corsa auf den Markt. Diese erhielt eine sportliche rot-weiße Farbgebung mit goldenen Zierstreifen sowie einen konischen, kürzeren, aber dickeren Schalldämpfer aus matt gebürstetem Edelstahl. Das zuvor wahlweise gegen Aufpreis erhältliche ABS wurde serienmäßig. Die Verkaufsbezeichnung 8V statt 4V entspricht keiner technischen Veränderung des Motors; es sind immer noch 4 Ventile pro Zylinder, also 8 Ventile insgesamt.

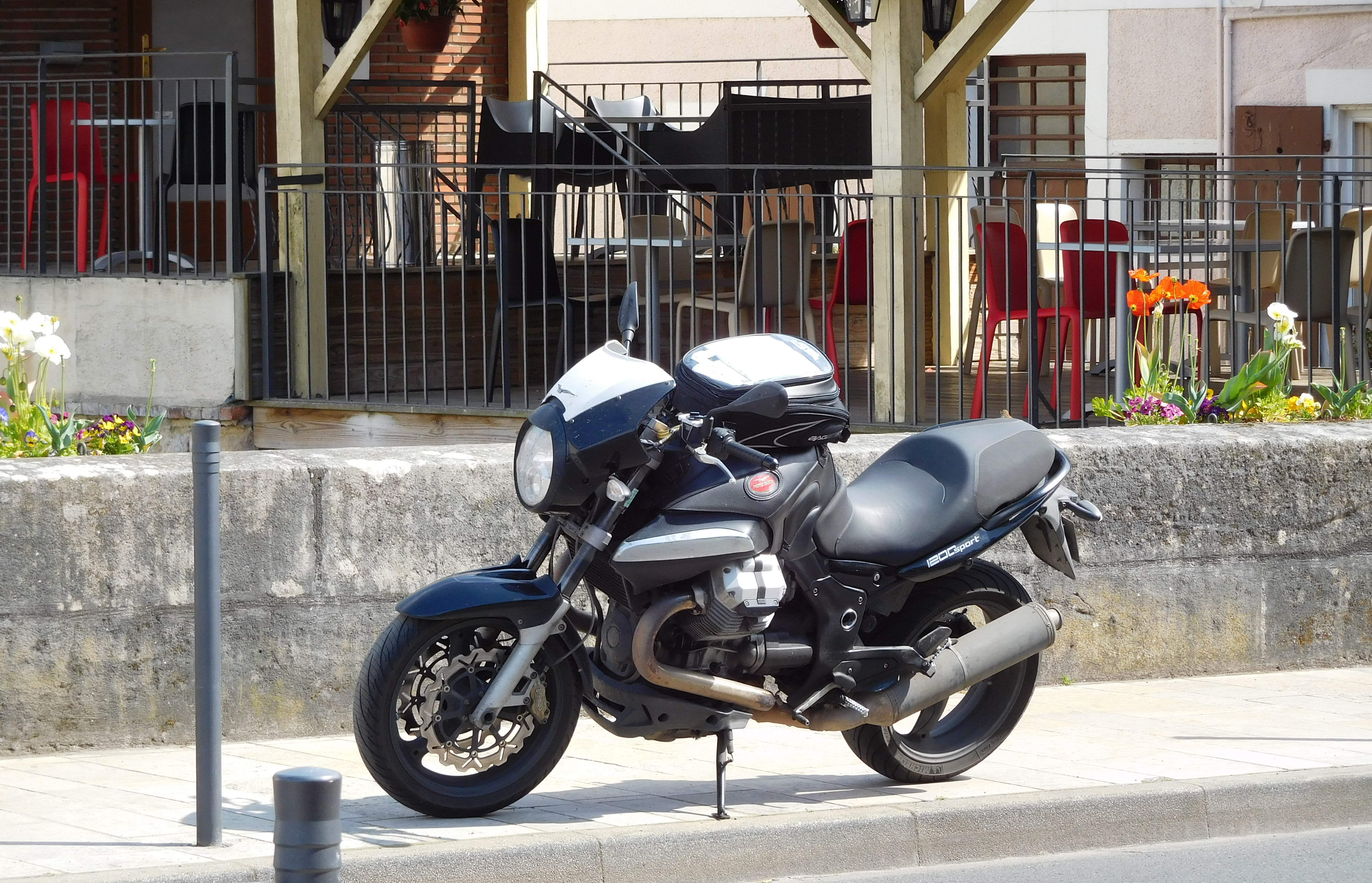
1200 Sport (2006–2008)
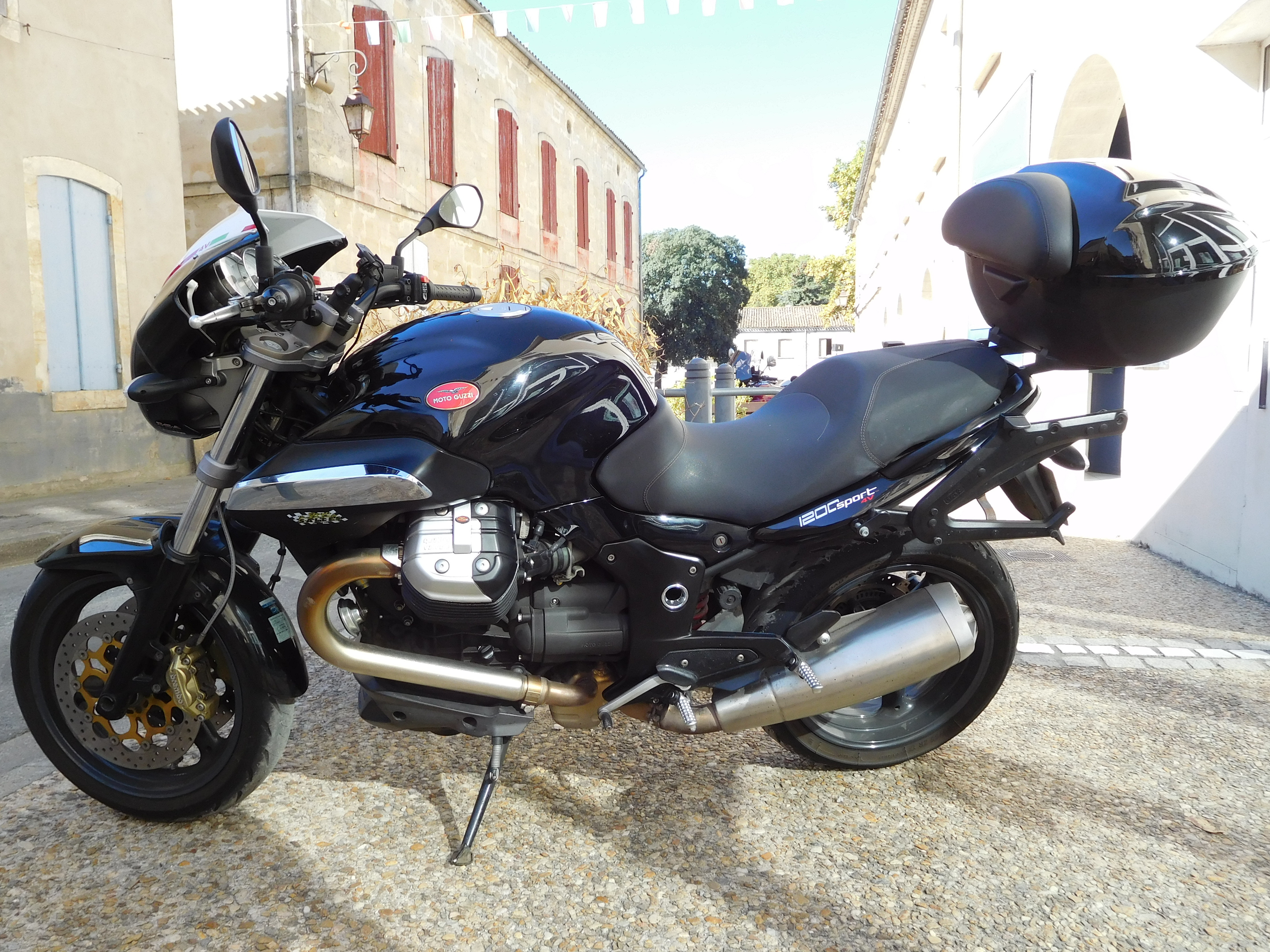
1200 Sport 4V (2009–2014)
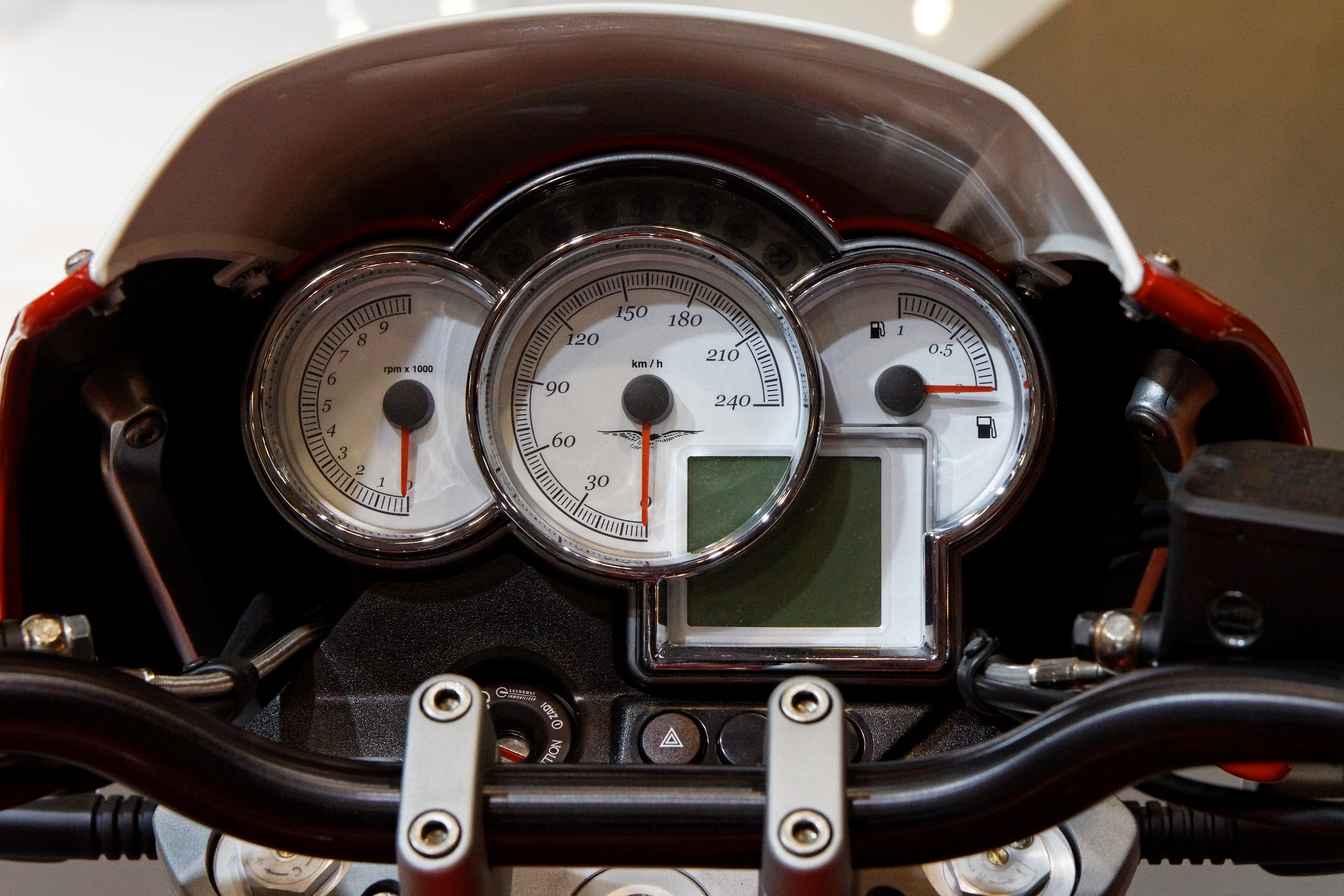
Cockpit. Anders als bei der Breva: Cockpitverkleidung, Rohrlenker, Zifferblätter

## Technische Daten

### Antrieb
In ihrer letzten Entwicklungsstufe wird die 1200 Sport von einem luft-/ölgekühlten, längs eingebauten Zweizylinder-V-Motor angetrieben. Es ist ein Viertaktmotor mit 1151 cm³ Hubraum und einer Nennleistung von 77 kW (105 PS) bei 7000 min−1. Das maximale Drehmoment von 105 Nm wird bei einer Drehzahl von 6750 min−1 erreicht. Die zwei Zylinder haben eine Bohrung von 95 mm, die Kolben einen Hub von 81,2 mm bei einem Verdichtungsverhältnis von 11 : 1. Der Zylinderwinkel des V-Motors beträgt 90°, wie bei allen V-Motoren von Moto Guzzi seit 1967. Die Ein- und Auslassventile (jeweils zwei pro Zylinderkopf) werden mit Kipphebeln von einer unten liegenden, kettengetriebenen Nockenwelle über Stoßstangen gesteuert.
Eine hydraulisch betätigte Zweischeiben-Trockenkupplung (bzw. Einscheiben- bei 1200 Sport 4V und 1200 Sport 8V Corsa) trennt den Motor vom Sechsgang-Getriebe.
Die Zwei-in-eins-Auspuffanlage besteht aus Edelstahl und hat einen Dreiwegekatalysator mit zwei Lambdasonden, die Schadstoffwerte unterschreiten die Grenzwerte der Abgasnorm Euro 3. Der große Kraftstofftank fasst 23 Liter, davon sind 4 Liter Reserve, womit sich eine theoretische Reichweite von 430 km ergibt.

### Rahmen und Fahrwerk
Das Motorrad baut auf einem Brückenrahmen aus Stahlrohr mit mittragender Motor-Getriebe-Einheit auf.
Das Vorderrad wird in einer hydraulisch gedämpften Teleskopgabel mit 45 mm Standrohrdurchmesser, einstellbarer Federvorspannung und 120 mm Federweg geführt.
Das Hinterrad wird von einer Einarmschwinge mit progressiver Umlenkung geführt, die über ein Zentralfederbein mit einem progressiv wirkenden Hebelsystem und 140 mm Federweg gedämpft wird. Die Kraftübertragung an das Hinterrad erfolgt über eine in die Einarmschwinge integrierte Kardanwelle mit zwei Gelenken und einer Momentabstützung. Diese Konstruktion wird von Moto Guzzi als CARC (italienisch Cardano Reattivo Compatto) bezeichnet und wurde 2005 mit dem Schwestermodell Breva V 1100 eingeführt. Das System ähnelt dem Paralever von BMW.